# Juan Talega

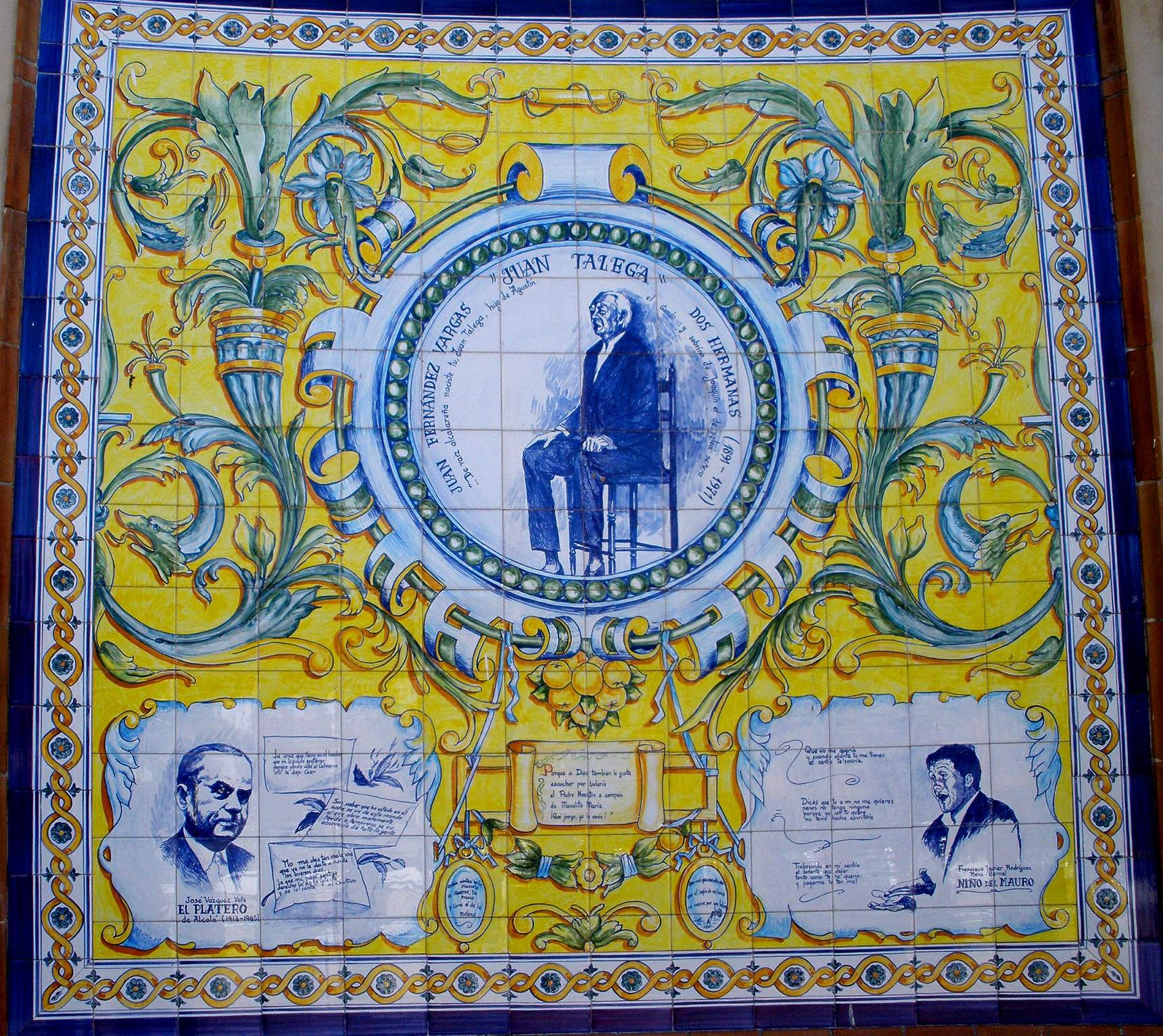
Composición en azulejo dedicada a Juan Talega en la Glorieta homenaje al cante flamenco en la Plaza del Derribo de Alcalá de Guadaíra (Sevilla)

Juan Agustín Fernández Vargas, conocido artísticamente como Juan Talega (Dos Hermanas, Sevilla, 12 de diciembre de 1891-ídem,  31 de julio de 1971), fue un cantaor gitano español.

## Biografía
Juan Agustín Fernández Vargas, de familia gitana, era hijo de Agustín «Talega», sobrino del cantaor Joaquín el de la Paula y primo del también cantaor Manolito el de María. Heredó el apodo «Talega» de su padre, que era muy aficionado al flamenco.
A pesar de la gran influencia que Juan Talega ha ejercido en el cante flamenco, no se dedicó profesionalmente al cante hasta los 67 años y a través de su amistad con Antonio Mairena, quien le llevó a festivales e hizo posibles sus grabaciones discográficas. Juan Talega era tratante de ganado de profesión y cultivó su cante sólo en las reuniones de aficionados. Actuó en numerosas ocasiones en fiestas privadas, festivales y otros escenarios, casi siempre cercanos a su ciudad natal, como Alcalá de Guadaira, Utrera, Dos Hermanas, Sevilla, Lebrija y Morón de la Frontera. En 1959, con 68 años, se presentó al Concurso Nacional de Arte Flamenco de Córdoba, en el que obtuvo los premios correspondientes a los palos de siguiriyas, soleares y tonás.
Juan Talega fue la principal fuente para la restauración que Antonio Mairena hizo de algunos estilos que estaban olvidados o a punto perderse y que Mairena pudo reelaborar y grabar a partir de los recuerdos de Juan Talega. El cante de Juan Talega no formó parte de los circuitos comerciales de su tiempo ya que lo expuso al público general en los años en que estaba en boga el estilo conocido por «ópera flamenca», el cual se hizo popular principalmente por Juanito Valderrama y Antonio Molina.
Antonio Gala evocó sus recuerdos de Juan Talega en el escenario:

Juan Talega, con su facies leonina de leproso milenario, estaba allí, en escena, acorralado, falseado, limpiándose la esfinge reseca que tenía por cara con un pañuelo grande. Estaba allí y no estaba. ¿Cómo iba a estar, de verdad, un león en un teatro? Hay animales que no se reproducen en cautividad. Un león nacido en la jaula de un zoo tiene melenas, zarpas, cola batiente y ojos enojados. Pero, ¿es todo eso solo lo que le hace león?
Antonio Gala, «Del flamenco», Sábado Gráfico, 20 de octubre de 1973

En 1967 se le tributó un homenaje en Morón de la Frontera al que se sumaron numerosos artistas, y en 1970 otro a nivel nacional que se desarrolló en el Teatro de la Zarzuela de Madrid, en el que uno de los asistentes más destacados fue Antonio Mairena.
Juan Talega murió el 31 de julio de 1971 en Dos Hermanas. A partir de 1980 se celebra anualmente en su localidad natal el festival flamenco que lleva su nombre.